# Ananke-gruppen
Ananke-gruppen er en underinddeling blandt planeten Jupiters måner: Den er opkaldt efter dens største "medlem", månen Ananke, og de øvrige måner i denne gruppe har omløbsbaner omkring Jupiter der i større eller mindre grad ligner Anankes omløbsbane. En af de ting der er fælles for disse måner, er at de alle bevæger sig i retrograd retning omkring Jupiter; de kredser populært sagt "den gale vej rundt".
Afhængig af hvor snævert man definerer gruppen, er der mellem 8 og 16 medlemmer: De otte måner der uomtvisteligt hører til denne gruppe, er:
- Ananke
- Euanthe
- Harpalyke
- Iocaste
- Mneme
- Praxidike
- S/2003 J 16
- Thyone

De øvrige medlemmer, som passer mere eller mindre godt ind i gruppen, er:
- Euporie
- Helike
- Hermippe
- Orthosie
- S/2003 J 3
- S/2003 J 15
- S/2003 J 18
- Thelxinoe

Den Internationale Astronomiske Union har vedtaget, at jupitermåner med retrograde omløb, herunder månerne i Ananke-gruppen, skal have navne der ender med bogstavet e.